# Магово
Магово — деревня в Расловском сельском поселении Судиславского района Костромской области России.

## География
Деревня расположена у речки Дунайка, недалеко от автодороги Кострома — Верхнеспасское Р98 и железнодорожной ветки Кострома — Галич.

## История
Согласно Спискам населенных мест Российской империи в 1872 году деревня относилась к 2 стану Костромского уезда Костромской губернии. В ней числилось 9 дворов, проживало 25 мужчин и 17 женщин.
Согласно переписи населения 1897 года в деревне проживало 54 человека (23 мужчины и 31 женщина).
Согласно Списку населенных мест Костромской губернии в 1907 году деревня относилась к Богословской волости (указывалась также в списках Шишкинской волости) Костромского уезда Костромской губернии. По сведениям волостного правления за 1907 год в ней числилось 11 крестьянских дворов и 68 жителей. В деревне имелась кузница. Основным занятием жителей деревни, помимо земледелия, был извоз.
До муниципальной реформы 2010 года деревня также входила в состав Расловского сельского поселения Судиславского района.

## Население
| 1872 | 1897 | 1907 | 2008 | 2010 | 2014 |
| ---- | ---- | ---- | ---- | ---- | ---- |
| 42   | ↗54  | ↗68  | ↘29  | ↘25  | ↗32  |